# Alex Vogel
Pour les articles homonymes, voir Vogel.
Alex Vogel, né le 30 juillet 1999, est un coureur cycliste suisse. Il participe à des compétitions sur route et sur piste.

## Biographie
En 2016, Alex Vogel participe à ses premiers championnats d'Europe sur piste, organisés à Montichiari en Italie. Dans sa catégorie, il se classe 9e de la poursuite individuelle, puis 8e de la course à l'américaine, avec Antoine Aebi.
En 2017, pour sa seconde saison chez les juniors, il remporte deux médailles aux championnats d'Europe sur piste, une en argent dans l'omnium, et une autre en bronze en poursuite par équipes. Sur route, il gagne au sprint la première étape du Tour du Léman Juniors, et termine dixième de la course en ligne aux championnats d'Europe à Herning au Danemark.

## Palmarès sur route

### Par année
- 2015
  - 3e du championnat de Suisse sur route débutants
- 2017
  - 10e du championnat d'Europe sur route juniors
- 2021
  - Prologue du Tour du Pays de Montbéliard
  - 2e du championnat de Suisse du contre-la-montre espoirs
- 2022
  - GP Cham-Hagendorn
  - GP Olten
- 2025
  - 2e du championnat de Suisse du contre-la-montre élites nationaux

### Classements mondiaux
| Année                                 | 2020 | 2021 | 2022  |
| ------------------------------------- | ---- | ---- | ----- |
| Classement mondial                    | 839e | 798e | 1970e |
| UCI Europe Tour                       | 670e | 617e | 1262e |
|                                       |      |      |       |
| Légende : nc = non classéSource : UCI |      |      |       |

## Palmarès sur piste

### Championnats du monde
| Édition / Épreuve | Scratch |
| Glasgow 2023      | 10e     |

### Coupe du monde
- 2019-2020
  - 3e de la poursuite par équipes à Hong Kong

### Ligue des champions
- 2024
  - 2e du scratch à Londres (I)
  - 3e du scratch à Londres (II)

### Championnats d'Europe
| Édition / Épreuve                 | Poursuite par équipes | Omnium | Elimination | Scratch |
| Anadia 2017 (juniors)             | Bronze                | Argent |             |         |
| Gand 2019 (espoirs)               | Bronze                |        |             |         |
| Fiorenzuola d'Arda 2020 (espoirs) |                       | Argent |             |         |
| Granges 2021                      | Argent                |        |             |         |
| Munich 2022                       |                       |        | 7e          |         |
| Granges 2023                      | 7e                    |        |             | 12e     |
| Heusden-Zolder 2025               | Bronze                |        |             |         |

### Championnats nationaux
| - 2018 - 3e du championnat de Suisse de course par élimination - 3e du championnat de Suisse de course aux points - 2020 - Champion de Suisse de l'omnium - 2e du championnat de Suisse de poursuite - 2021 - 2e du championnat de Suisse du scratch - 3e du championnat de Suisse de course par élimination - 2022 - 3e du championnat de Suisse du kilomètre - 2023 - Champion de Suisse de course par élimination - 2e du championnat de Suisse de poursuite par équipes - 2e du championnat de Suisse de l'américaine - 3e du championnat de Suisse du kilomètre | - 2024 - Champion de Suisse du scratch - 2e du championnat de Suisse de course par élimination - 2e du championnat de Suisse de l'omnium - 3e du championnat de Suisse du kilomètre - 2025 - Champion de Suisse de course par élimination - 3e du championnat de Suisse du scratch |  |